# Asika
Asika es una ciudad y  comité de área notificada situada en el distrito de Ganjam en el estado de Odisha (India). Su población es de 21428 habitantes (2011). Se encuentra en la confluencia de los ríos Rushikulya y Badanadi, a 39 km de Brahmapur y a 159 km de Bhubaneswar.

## Demografía
Según el censo de 2011 la población de Asika era de 21428 habitantes, de los cuales 10961 eran hombres y 10467 eran mujeres. Asika tiene una tasa media de alfabetización del 85,76%, superior a la media estatal del 72,87%: la alfabetización masculina es del 92,07%, y la alfabetización femenina del 79,17%.

## Clima
| Parámetros climáticos promedio de Asika, Odisha | Parámetros climáticos promedio de Asika, Odisha | Parámetros climáticos promedio de Asika, Odisha | Parámetros climáticos promedio de Asika, Odisha | Parámetros climáticos promedio de Asika, Odisha | Parámetros climáticos promedio de Asika, Odisha | Parámetros climáticos promedio de Asika, Odisha | Parámetros climáticos promedio de Asika, Odisha | Parámetros climáticos promedio de Asika, Odisha | Parámetros climáticos promedio de Asika, Odisha | Parámetros climáticos promedio de Asika, Odisha | Parámetros climáticos promedio de Asika, Odisha | Parámetros climáticos promedio de Asika, Odisha | Parámetros climáticos promedio de Asika, Odisha |
| Mes                                             | Ene.                                            | Feb.                                            | Mar.                                            | Abr.                                            | May.                                            | Jun.                                            | Jul.                                            | Ago.                                            | Sep.                                            | Oct.                                            | Nov.                                            | Dic.                                            | Anual                                           |
| ----------------------------------------------- | ----------------------------------------------- | ----------------------------------------------- | ----------------------------------------------- | ----------------------------------------------- | ----------------------------------------------- | ----------------------------------------------- | ----------------------------------------------- | ----------------------------------------------- | ----------------------------------------------- | ----------------------------------------------- | ----------------------------------------------- | ----------------------------------------------- | ----------------------------------------------- |
| Temp. máx. media (°C)                           | 27                                              | 30                                              | 34                                              | 36                                              | 37                                              | 34                                              | 32                                              | 31                                              | 32                                              | 32                                              | 30                                              | 28                                              | 31.9                                            |
| Temp. mín. media (°C)                           | 16                                              | 19                                              | 23                                              | 27                                              | 29                                              | 28                                              | 27                                              | 27                                              | 26                                              | 23                                              | 20                                              | 16                                              | 23.4                                            |
| Lluvias (mm)                                    | 12.40                                           | 17.40                                           | 18.60                                           | 15.00                                           | 40.30                                           | 150.00                                          | 282.10                                          | 272.80                                          | 180.00                                          | 93.00                                           | 33.00                                           | 18.60                                           | 1133.2                                          |
| Fuente: MSM Weather                             |                                                 |                                                 |                                                 |                                                 |                                                 |                                                 |                                                 |                                                 |                                                 |                                                 |                                                 |                                                 |                                                 |